# Vellozia prolifera
Vellozia prolifera är en enhjärtbladig växtart som beskrevs av Mello-silva. Vellozia prolifera ingår i släktet Vellozia och familjen Velloziaceae. Inga underarter finns listade.